# ラベンダー カバー The ROCK
『ラベンダー カバー The ROCK』（ラベンダー・カバー・ザ・ロック）は、LoVendoЯのインディーズデビューミニアルバム。2013年5月22日にUP-FRONT WORKSから発売された。
1970年代の楽曲を中心としたカバーアルバム。ライブ映像などが収録されたDVDが付属する。

## 解説
田中れいなはアルバムについて、「70年代のフォークロックからバンドの勉強をしようということで提案され、グループ自らカバー曲を決めたわけではない。ほぼすべて初めて聞く楽曲だったため、カバーという感覚はなかった。レコーディングにあたり原曲も聴いたが、あまりのアレンジの違いに驚いた」と述べている。
2013年8月15日にニコニコ生放送で放送された『西川貴教のイエノミ!!』に出演した際に、本作を聞いた西川貴教はLoVendoЯの方向性に疑問を感じ、田中がレコード会社や所属事務所の主導である事を明かすと「ちゃんとやろうよ。俺、これじゃないと思う、LoVendoЯに求めてる音楽って」と厳しい口調でバンド（特に田中）と所属事務所に苦言を呈している。西川は更に本作についてフォークソングをロックでカヴァーする発想について「50歳以上の人がする様な事」「誰もついてこないようなことを、なんでやろうとしてるんだ」とファン層の事をしっかりと考えていない事務所の姿勢に厳しく指摘している。

## 収録曲
1. 眠れない夜
作詞・作曲：泉谷しげる
2. 今日までそして明日から
作詞・作曲：吉田拓郎
3. 国旗はためく下に
作詞・作曲：泉谷しげる
4. 雨あがりの夜空に
作詞・作曲：忌野清志郎、仲井戸麗市
5. 春夏秋冬
作詞・作曲：泉谷しげる
6. たどりついたらいつも雨ふり
作詞・作曲：吉田拓郎
7. 落陽
作詞：岡本おさみ　作曲：吉田拓郎
8. 上・京・物・語
作詞：まこと　作曲：はたけ

編曲 (#All) / Programming & Bass (#1 - 3,5 - 7) / Programming & Bass, A.Guitar (#4,8) ： FIREROCK

### DVD
1. 上・京・物・語
2. 春夏秋冬 (LIVE Ver.)
3. 雨あがりの夜空に

## イベント
- ミニライブ&ハイタッチ会（2013年6月27日：CLUB CITTA'、7月5日：タワーレコード渋谷店）[注 2]